# Puig de la Collada
El Puig de la Collada és una muntanya de 1.012,4 metres del terme comunal de Serrallonga, a la comarca del Vallespir, de la Catalunya del Nord.
Es troba a la zona central-nord del terme comunal. És a l'esquerra de la Ribera de la Menera, al nord-oest del Grau i Can Ragot i a ponent dels Casals, o Can Lilo.